# Archivo Histórico de Ibiza
El Archivo Histórico de Ibiza (oficialmente, Arxiu Històric d'Eivissa) es un fondo oficial de archivos de la ciudad española de Ibiza, formado principalmente por documentos de la antigua Universidad de Ibiza y por los documentos judiciales de la antigua Curia. 
El Archivo Histórico de Ibiza se encuentra en el edificio de Can Botino, sede del Ayuntamiento de la ciudad de Ibiza en Dalt Vila. Fue creado en el año 1937 a petición del propio Ayuntamiento bajo el patronato de la Diputación Provincial de Baleares, siendo su primer director Isidoro Macabich Llobet.

## Historia
Fue en el año 1939 cuando Macabich realizó la primera propuesta de clasificación, que se mantuvo hasta su muerte en 1973. Durante los años posteriores el estado del fondo documental se deterioró, propiciando protestas al Archivo, hasta que finalmente el pleno del Ayuntamiento de Ibiza acordó la contratación de personal para ayudar a recuperar y mantener el buen estado de la documentación archivada. Fueron Joan Marí Cardona y Joana María Ferrer Ferrer los encargados, poco después, de realizar una nueva clasificación de los fondos documentales. 
En el año 1979, Carme Balansat y Carme Guasch iniciaron la catalogación del fondo de la antigua Curia; y fue a partir de 1981 cuando Ernest Prats García llevaron a término la ordenación de la documentación cronológicamente. Pero debido a los continuos cambios de ubicación de las dependencias del archivo y a la falta de personal, gran parte del trabajo de clasificación realizado durante estos años no se mantuvo en el tiempo. 
En el año 1987 accedió al cargo de directora Fanny Tur Riera, ocupando desde entonces y hasta la actualidad la dirección del Archivo, si bien ha habido grandes intervalos de tiempo (entre 1999 y 2005, y desde 2009 hasta 2011) en los que ha sido sustituida por Anna Colomar. 

## Contenido del Archivo
Los fondos del Archivo Histórico de Ibiza se encuentran clasificados en 25 secciones, clasificación que mantienen desde el año 1994, y que se establecieron siguiendo las normas básicas publicadas por el departamento de Cultura de la Generalidad de Cataluña. 
El Archivo cuenta, además, con secciones especiales procedentes de donaciones y depósitos, una biblioteca auxiliar y un Archivo de Imagen y Sonido. 
Las 25 secciones en las que están clasificados los fondos documentales son las siguientes:
1. Administración municipal
2. Administración de justicia
3. Agricultura, ganadería y pesca
4. Asociaciones
5. Beneficencia
6. Cultura
7. Defensa
8. Demografía
9. Elecciones
10. Iglesias y conventos
11. Industria y comercio
12. Instrucción pública
13. Obras públicas y urbanismo
14. Sanidad
15. Documentación notarial
16. Legados y archivos patrimoniales
17. Pergaminos
18. Códigos, cartularios y privilegios

Secciones especiales
19. Cartografía
20. Sellos
21. Libros manuscritos
22. Biblioteca auxiliar
23. Hemeroteca
24. Archivo de Imagen y Sonido
25. Colecciones especiales

## Archivo de imagen y sonido de Ibiza
Sección del Archivo Histórico de Ibiza creada en 2002, cuya función es recopilar, inventariar y conservar el material de imagen y  sonido que tenga relación con la isla; además del material existente en el Consell, fotografías, vídeos, etc., correspondientes a diferentes temáticas relacionadas con la promoción turística y cultural o con actos institucionales.
La colección más amplia es la colección de negativos, contactos y fotos cedidas por el fotógrafo Josep Buil Mayral, reportero gráfico de Diario de Ibiza desde principios de los años setenta hasta los noventa. 
Las secciones con las que cuenta este archivo audiovisual son las siguientes:
1. Ciudad
2. Personajes (iconografía)
3. Fiestas y acontecimientos
4. Nuestra gente (etnografía)
5. Trabajos tradicionales
6. Fora Vila
7. Formentera
8. Arquitectura Rural
9. Ayuntamiento de Ibiza
10. Audiovisuales
11. Colecciones especiales